# Santoire
Die Santoire ist ein Fluss in Frankreich, in der Region Auvergne-Rhône-Alpes. Sie entspringt im Gemeindegebiet von Lavigerie. Die Quelle befindet sich im Regionalen Naturpark Volcans d’Auvergne, beim Puy Bataillouse. Die Santoire entwässert generell nach Norden, fließt durch die westlichen Ausläufer des Zentralmassivs und mündet nach rund 41 Kilometern gegenüber von Condat als linker Nebenfluss in die Rhue.

## Orte am Fluss
- Lavigerie
- Dienne
- Ségur-les-Villas
- Saint-Bonnet-de-Condat